# 애프터문
애프터문은 대한민국의 3인조 록밴드다. 2019년 싱글 앨범 [I Want It All]로 데뷔했다.

## 방송
- 슈퍼밴드 (2019) - Top6(5위)

## 음반
- JTBC 슈퍼밴드 Episode 12 (2019)
- JTBC 슈퍼밴드 Episode 13 (2019)
- I Want It All (2019)
- After Tonight (2021)

## 공연
- Rock & 樂 Concert Vol.32 애프터문 - 군포 (2020)